# 963 Iduberga
963 Iduberga eller 1921 KR är en asteroid i huvudbältet, som upptäcktes den 26 oktober 1921 av den tyske astronomen Karl Wilhelm Reinmuth i Heidelberg.
Asteroiden har en diameter på ungefär 9 kilometer och den tillhör asteroidgruppen Flora.